# 罗纳德·费尔贝恩

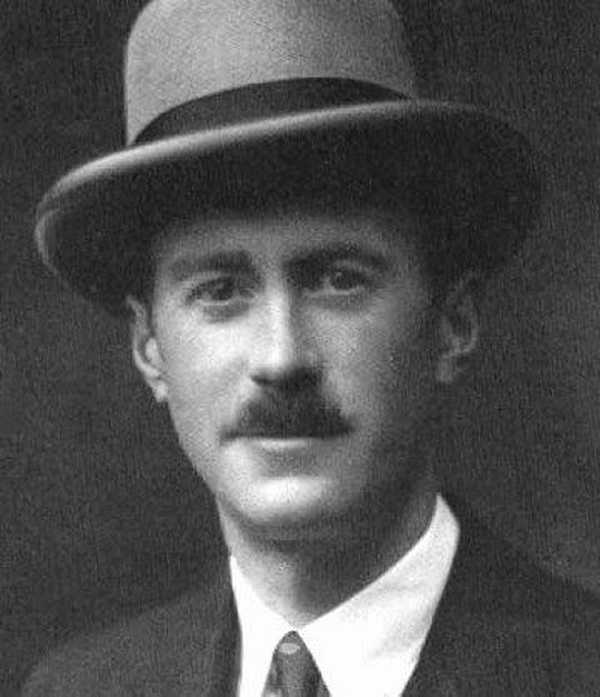
罗纳德·费尔贝恩

罗纳德·多茲·费尔贝恩（William Ronald Dodds Fairbairn，1889年8月11日—1964年12月31日）是一位英国心理学家，1889年出生在苏格兰爱丁堡。
费尔贝恩就读于爱丁堡大学，攻读了3年神学和希腊文。他在巴勒斯坦战役中服务于艾伦比将军，回国后接受医学训练。他还教心理学和实践分析。由于他的著作，他成为英国心理分析学会会员。费尔贝恩一直都留在爱丁堡，虽然有点与世隔离，但是对于英国客体关系学派还是产生了深刻的影响。费尔贝恩是中间团体（现在称为独立团体）心理分析学的理论构建者之一。独立团体包括那些既不认同梅兰妮·克莱因也不认同安娜·弗洛伊德的分析家。他们更关心人际关系，而不是个体内部的“驱力”。 
费尔贝恩的作品包括：《人格的心理分析研究》（1952）、《从本能到自我：罗纳德·费尔贝恩研究论文选集》（1994）。还有一本关于他的传记：《费尔贝恩的Journey into the Interior》（约翰·萨瑟兰，1989），对其作品的研究：《费尔贝恩和客体关系的起源》（James Grotstein、R. B. Rinsley，1994），和编辑研究，《费尔贝恩 Then and Now》（Neil J. Skolnik，David E. Scharff，1998). 
罗纳德·费尔贝恩是英国御用大律师尼古拉斯·费尔贝恩（1933年12月24日－1995年2月19日）的父亲。